# Coryphopteris tanggamensis
Coryphopteris tanggamensis är en kärrbräkenväxtart som beskrevs av Holtt. Coryphopteris tanggamensis ingår i släktet Coryphopteris och familjen Thelypteridaceae. Inga underarter finns listade.